# Nueva era, viejas mañas
Nueva era, viejas mañas es el decimoquinto álbum, y decimotercer álbum de estudio, del grupo de rock argentino Pez. Fue grabado y masterizado a principios del año 2013. Fue editado por el propio grupo a través del sello Azione Artigianale.

## Canciones
1. Os garcas (letra y música: Ariel Minimal)
2. La bestia dormida (letra y música: Ariel Minimal)
3. La madre de todas las artes (letra y música: Ariel Minimal)
4. La casa del horror (letra y música: Ariel Minimal)
5. Bandera Negra (letra y música: Ariel Minimal)
6. Nueva era, viejas mañas (letra: Ariel Minimal; música: Franco Salvador)
7. ¡Hombre-máquina, cortá el monólogo interno ya! (letra y música: Ariel Minimal)
8. Aquello que late y espera (letra y música: Ariel Minimal)
9. La leyenda del indomable (letra y música: Ariel Minimal)
10. El temible hongo Fusarium (letra: Ariel Minimal; música: Fósforo García)
11. Los Verdaderos Sonidos de la Libertad (letra y música: Ariel Minimal)

## Músicos
- Ariel Minimal: voz y guitarra
- Franco Salvador: batería
- Fósforo García: bajo

## Músicos invitados
- Sergio Rotman voz en La leyenda del indomable

## Datos[1]
- Grabado vivo el 5 y 6 de marzo del año 2013 en El Pie Recording Studios.
- Grabación y mezcla por Gonzalo "Pájaro" Rainoldi.
- Asistente de grabación: Pablo Nono Di Peco.
- Masterizado en Trakworx Studio en San Francisco por Justin Weis.
- Arte de tapa por Alejandro Leonelli.
- El tema "Bandera Negra" hace referencia a la banda de hardcore Black Flag.
- El tema "Los verderos sonidos de la Libertad" hace referencia a la banda punk TSOL (True Sounds of Liberty).
- El tema "Aquello que late y espera" había sido lanzado anteriormente en un EP virtual de Ariel Minimal titulado Automatización E.P.
- El tema "La Leyenda Del Indomable" hace referencia a la clásica película homónima de los años 60, protagonizada por Paul Newman.
- Éste es el primer disco desde 2004 sin la participación de Pepo Limeres.